# Arnold Steffan

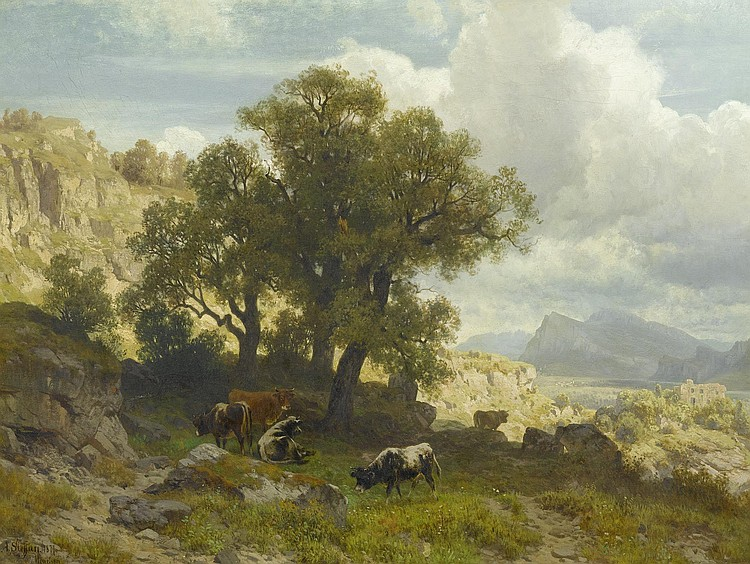
Kühe in einer weiten Landschaft

Arnold Steffan (* 27. Juli 1848 in München; † 4. Dezember 1882 ebenda) war ein deutscher Landschaftsmaler, Sohn des Schweizer Landschaftsmalers Johann Gottfried Steffan (1815–1905).
Steffan begann seine Malerlehre beim Vater und bei Michael Echter und studierte seit dem 2. Mai 1867 an der Königlichen Akademie der Künste in München bei Alexander Strähuber, Wilhelm von Diez und Karl von Piloty.
Danach begab sich Steffan auf Studienreisen in die bayerischen und Tiroler Alpen, nach Österreich und in die Schweiz. Später besuchte er auch Italien.
Im Zeitraum von nur etwa zehn Jahren, von 1869 bis 1879 schuf Arnold Steffan fast ausschließlich Landschaftsbilder, die er u. a. im Münchner Kunstverein ausstellte.
Arnold Steffan heiratete 1874, seine Ehefrau starb bereits fünf Jahre später. Infolge eines Schlaganfalls erlitt er eine Lähmung der rechten Körperhälfte. Er versuchte noch mit der linken Hand zu malen, starb aber im Alter von 34 Jahren, drei Jahre nach dem Tode seiner Ehefrau.